# Isabel de Castro

Escudo de armas de la Casa de Castro.

Isabel de Castro (m. después de 1404). Dama gallega de la casa de Castro, fue hija de Alvar Pérez de Castro, conde de Arraiolos y condestable de Portugal, y de María Ponce de León y tataranieta del rey Sancho IV de Castilla.

## Orígenes familiares
Hija de Alvar Pérez de Castro, conde de Arraiolos y Condestable de Portugal, y de María Ponce de León. Era nieta por parte paterna de Pedro Fernández de Castro, señor de Lemos y nieto de Sancho IV de Castilla y de la noble portuguesa Aldonza Lorenzo de Valladares. Por parte materna eran sus abuelos Pedro Ponce de León "el Viejo" , señor de Marchena y Bailén, y tataranieto del rey Alfonso IX de León, y su esposa Beatriz de Jérica, bisnieta de Jaime I de Aragón.
Fue hermana de Beatriz de Castro y Ponce de León, que contrajo matrimonio con Pedro de Lara, conde de Mayorga y tataranieto de Alfonso X el Sabio, rey de Castilla y de León.

## Matrimonio y descendencia
Contrajo matrimonio en 1385 con Pedro Enríquez de Castilla, conde de Trastámara y Condestable de Castilla e hijo del infante Fadrique Alfonso de Castilla y nieto de Alfonso XI el Justiciero, rey de Castilla y León. Se desconoce quiénes fueron los hijos legítimos o ilegítimos de Pedro Enríquez, aunque según algunos autores, dentro del primer grupo figuran los siguientes:
- Fadrique Enríquez de Castilla (1388-1430). Duque de Arjona y conde de Trastámara. Contrajo matrimonio con Aldonza de Mendoza, hermanastra del marqués de Santillana. Fue sepultado en el monasterio de Santa Clara la Real de Toledo.
- Beatriz Enríquez de Castilla (1398-1455). Contrajo un primer matrimonio con Diego López Dávalos y posteriormente con Pedro Álvarez Osorio, señor de Cabrera y Ribera y conde de Lemos. Fue sepultada junto a su esposo en el monasterio de San Francisco de Villafranca del Bierzo.

Algunos autores señalan que los siguientes hijos de Pedro Enríquez, cuya existencia está documentada, fueron ilegítimos:
- Enrique Enríquez. Recibió de su padre las villas de Viana de Robreda y de El Bollo. Contrajo matrimonio con Leonor Álvarez de Robleda, señora de Veigas de Camba, y fue el padre de Pedro Enríquez, obispo de Mondoñedo entre los años 1426 y 1445.
- Constanza Enríquez de Castro (m. 1427). Contrajo matrimonio con Pedro Díaz de Cadórniga.
- Álvar Pérez de Castro.
- Fernando Enríquez. Fue tenente del castillo de Allariz y acompañó a su hermano Fadrique en sus campañas de Andalucía.
- Leonor de Castro. Contrajo matrimonio con Juan de Novoa y en segundas nupcias con García Díaz de Cadórniga.
- Alonso Enríquez.
- Juan Enríquez.
- Luis Enríquez.
- Isabel Enríquez.
- Juana Enríquez.